# Alonso Carbonel
Alonso Carbonel (Albacete, 11 de abril de 1583-Madrid, 1660) fue un escultor, ensamblador y arquitecto español.

## Biografía
Hijo de un carpintero de Albacete, en 1603 se le documenta en Madrid como aprendiz en el taller del escultor Antón de Morales. En 1611 contrató el retablo mayor de la iglesia de la Magdalena de Getafe, finalizado en 1618. Su labor en él debió de ser la de tracista, contando con la colaboración como escultores de su antiguo maestro y de Antonio de Herrera, a quien estaba unido por lazos familiares, lo que no iba a impedir que, a la larga, acabaran siendo rivales. Dirigió un importante taller dedicado a la contratación de retablos, en el que colaboraría su hermano Ginés, pintor y dorador. Poco a poco, sin embargo, irá abandonando esta actividad tras ingresar en 1619 al servicio de la Corona en calidad de aparejador. Con todo, en 1625 figuraba aún en el censo del donativo al rey en compañía de escultores y tracistas, aportando una cantidad importante. 
En 1627 fue nombrado aparejador de las obras reales y tres años más tarde aparejador mayor. En este cometido se habría encargado con Cristóbal de Aguilera de las trazas y construcción de la Cárcel de Corte, actual Ministerio de Asuntos Exteriores, cuyas trazas fueron encargadas en primer lugar a Juan Gómez de Mora, persistiendo la duda de lo que puede corresponder a cada uno. Favorecido por el Conde-Duque de Olivares, en 1632 fue designado maestro mayor de las obras del nuevo Palacio del Buen Retiro, desplazando a Juan Gómez de Mora. A la muerte de Juan Bautista Crescenzi, en 1635, asumió ya sin cortapisas la labores de arquitecto de la obra del palacio y de sus ermitas. En 1637, tras el destierro de Gómez de Mora de la corte, también se hará cargo del Palacio de la Zarzuela, proyectado por aquel, y de la dirección arquitectónica de la Torre de la Parada, iniciada ese mismo año, además de supervisar las obras del Panteón Real en el Monasterio de El Escorial. También en 1635 dio las trazas para el convento de monjas dominicas de la Concepción Recoleta de Loeches, patrocinado por Olivares y levantado junto a su palacio, ocupándose de las obras nuevamente Cristóbal de Aguilera. La iglesia sigue en su fachada directamente el modelo del monasterio de la Encarnación de Madrid, aunque la alternancia de paneles rehundidos y resaltados y los pequeños aletones rompen la estricta severidad del modelo. La caída en desgracia de su protector no pondrá fin a su carrera, pues en 1648 será nombrado maestro mayor de las obras reales, al quedar la plaza vacante por muerte de Gómez de Mora.